# Torre de Torrechiva
La torre de Torrechiva, en la comarca del Alto Mijares es una torre defensiva, catalogada como Bien de Interés Cultural con la anotación ministerial R-I-51-0011321, de 27 de enero de 2005. El código autonómico es: 12.08.118-001.

## Historia
La torre es de origen islámico, como el resto de la población de Torrechiva, que se supone fundada por Ceit Abuçeit, entre 1236 y 1238. Paso más tarde a la Casa de Arenós y después a la Corona, que debió cederla a la familia Chiva, quienes dieron finalmente nombre a la población y a su torre defensiva, pese a que con posterioridad quedarían bajo el dominio de la Casa Ducal de Villahermosa. Como propiedad privada acabó transformándose en una vivienda particular, lo que hizo que quedara prácticamente camuflada su estructura, tanto interna como externamente. Ya en pleno siglo XX se procedió a su restauración.
Hay autores que consideran que la torre pudo ser parte de una alquería fortificada árabe, pero otros, en cambio, le otorgan desde un principio una labor meramente de vigilancia de la zona en la que se ubicaba, por tratarse de un punto estratégico de paso.

## Descripción
La torre, de estilo islámico medieval, está localizada en la actualidad en el interior de la población, pero en la época en la que se construyó, ese lugar era el paso del estrecho de Toga, aguas arriba del mismo y en el margen derecho del río Mijares, por lo que situar la torre allí permitía tener todo el paso vigilado.
Presenta planta circular (de 10 metros de diámetro), tres almenas y fábrica a base de cantos rodados de diferentes tamaños que se unen con argamasa. Estaba totalmente adherida a la fachada de la casa contigua y era utilizada como vivienda habitual, pero tras la restauración se consiguió dejar libre y visible prácticamente casi todo el perímetro de la torre, reforzando su carácter de torre defensiva.